# Борнель
Борнель (фр. Bornel) — коммуна на севере Франции, регион О-де-Франс, департамент Уаза, округ Бове, кантон Мерю. Расположена в 30 км к югу от Бове и в 42 км к северу от Парижа, в 2 км от автомагистрали А16 "Европейская", на берегу реки Эш. На западе коммуны находится железнодорожная станция Борнель-Бель-Эглиз линии Париж-Трепор.
С 1 января 2016 года в состав коммуны Борнель вошли коммуны  Ансервиль и Фоссёз.
Население (2018) — 4 799 человек.

## Достопримечательности
- Церковь Святых Мадлен и Дени XII-XIII веков, сочетание романского и готического стилей.  Перестроена в XVI веке, к романскому стилю добавлен готический. В XIX веке, после пожара, колокольня была отстроена в стиле, характерном для периода Наполеона III, отреставрирована в 1970 году. В 1927 году официально признана памятником архитектуры.
- Шато Ансервиль XVIII-XIX веков
- Шато Фоссёз с парком XVI века
- Шато Мениле

## Экономика
Структура занятости населения:
- сельское хозяйство — 0,9 %
- промышленность — 32,6 %
- строительство — 10,3 %
- торговля, транспорт и сфера услуг — 35,5 %
- государственные и муниципальные службы — 20,7 %

Уровень безработицы (2017) — 9,7 % (Франция в целом — 13,4 %, департамент Уаза — 13,8 %). 

Среднегодовой доход на 1 человека, евро (2018) — 24 000 (Франция в целом — 21 730, департамент Уаза — 22 150).

## Демография
Динамика численности населения, чел.

## Администрация
Пост мэра Борнеля с 2014 года занимает Доминик Тоскани (Dominique Toscani). На муниципальных выборах 2020 года возглавляемый им независимый список победил в 1-м туре, получив в 63,62 % голосов.
| Период | Период | Фамилия         | Партия        | Примечания |
| ------ | ------ | --------------- | ------------- | ---------- |
| 1979   | 2001   | Моник Пижон     |               |            |
| 2001   | 2014   | Ивон Левассёр   | Разные правые | электрик   |
| 2014   |        | Доминик Тоскани |               |            |

## Галерея

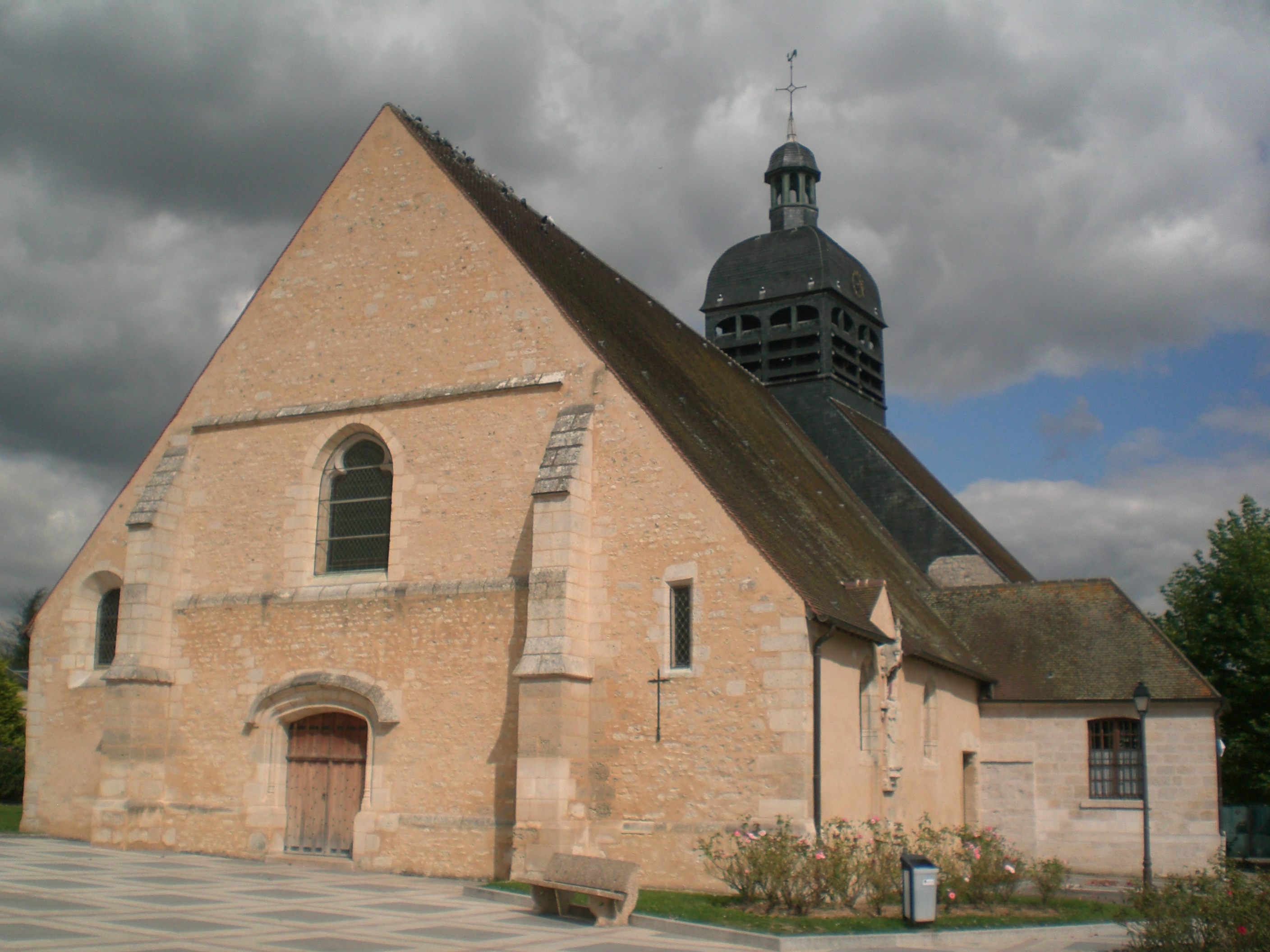
Церковь Святых Мадлен и Дени
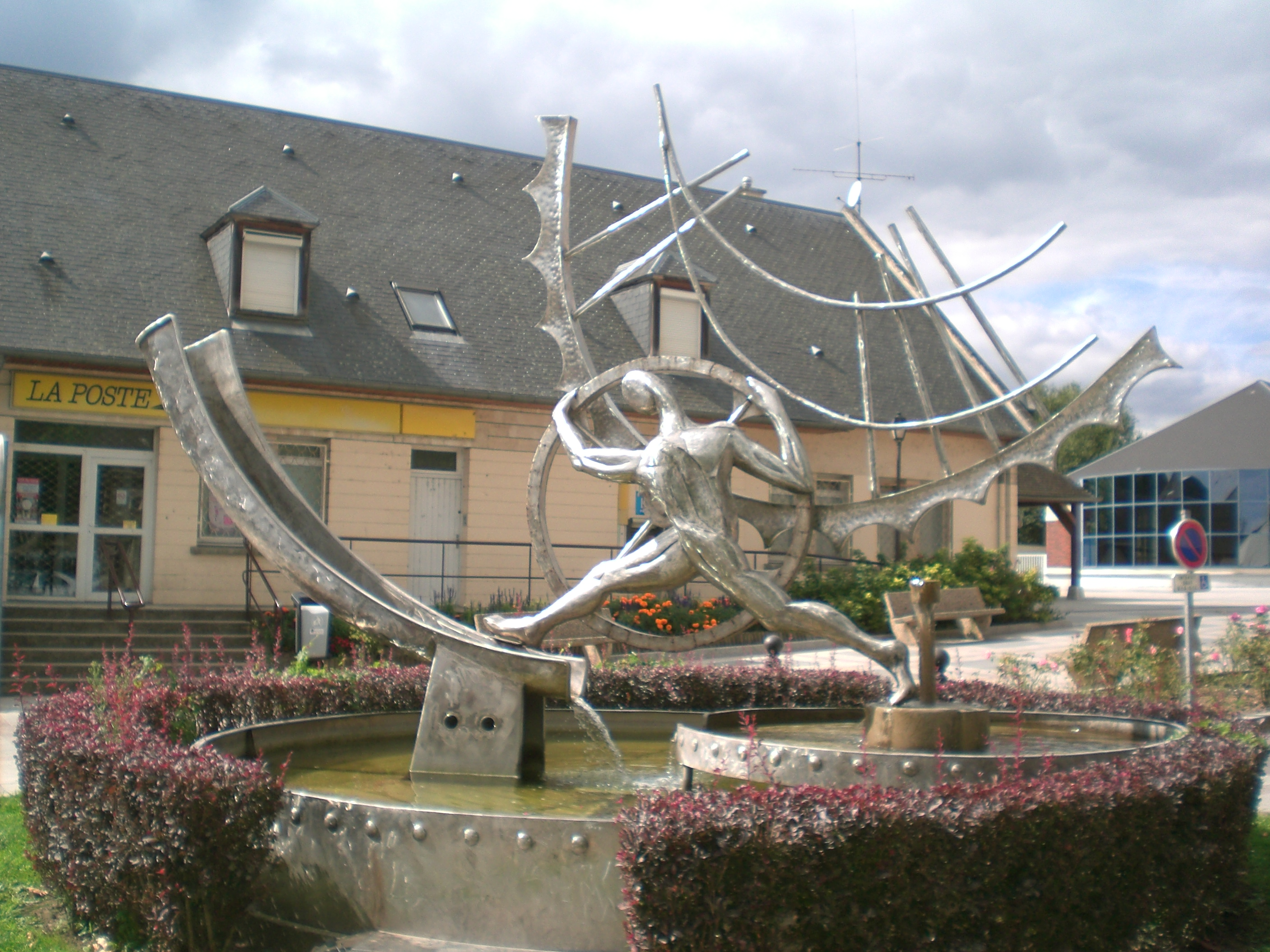
Фонтан в центре города
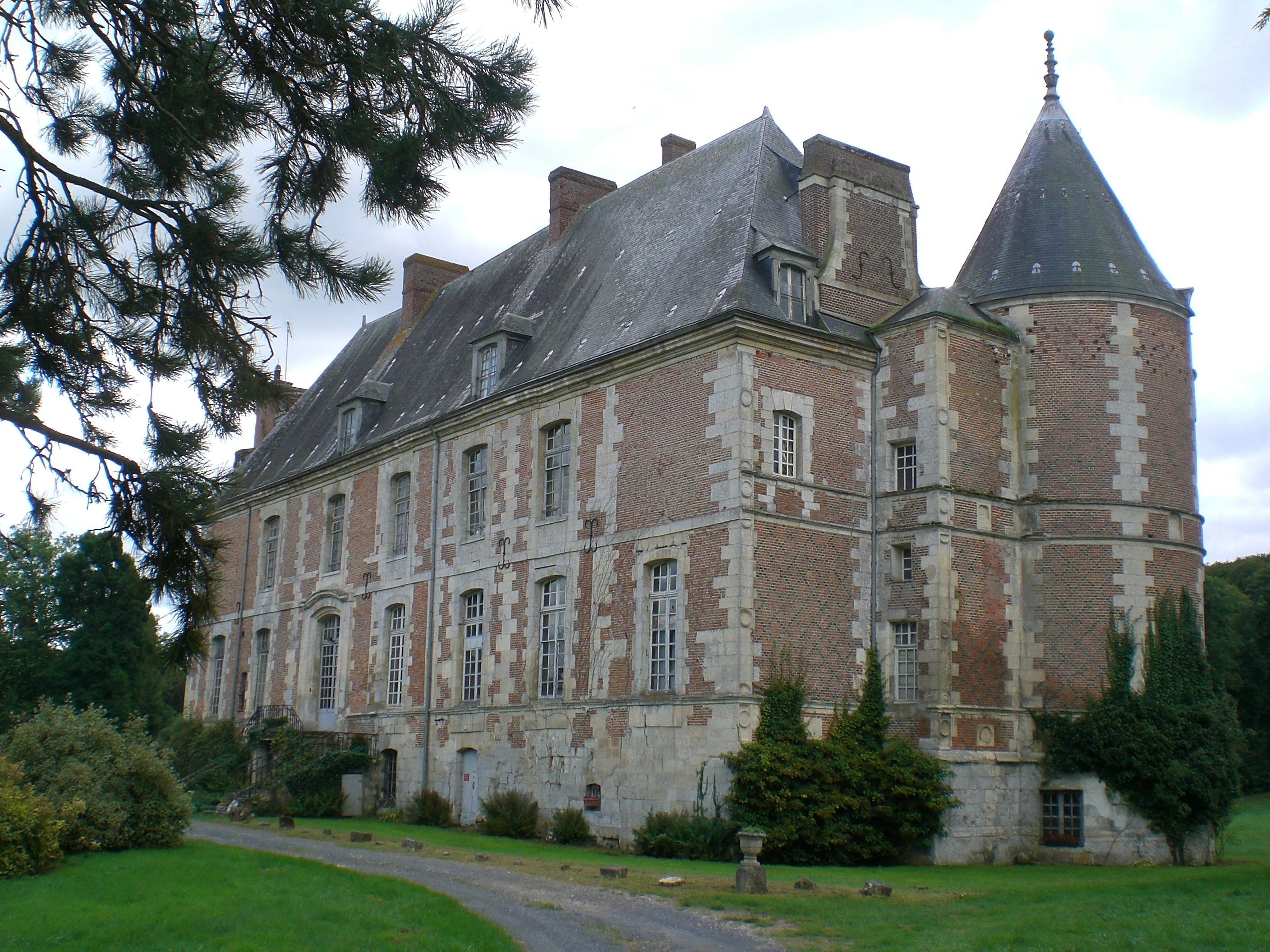
Шато Фоссёз
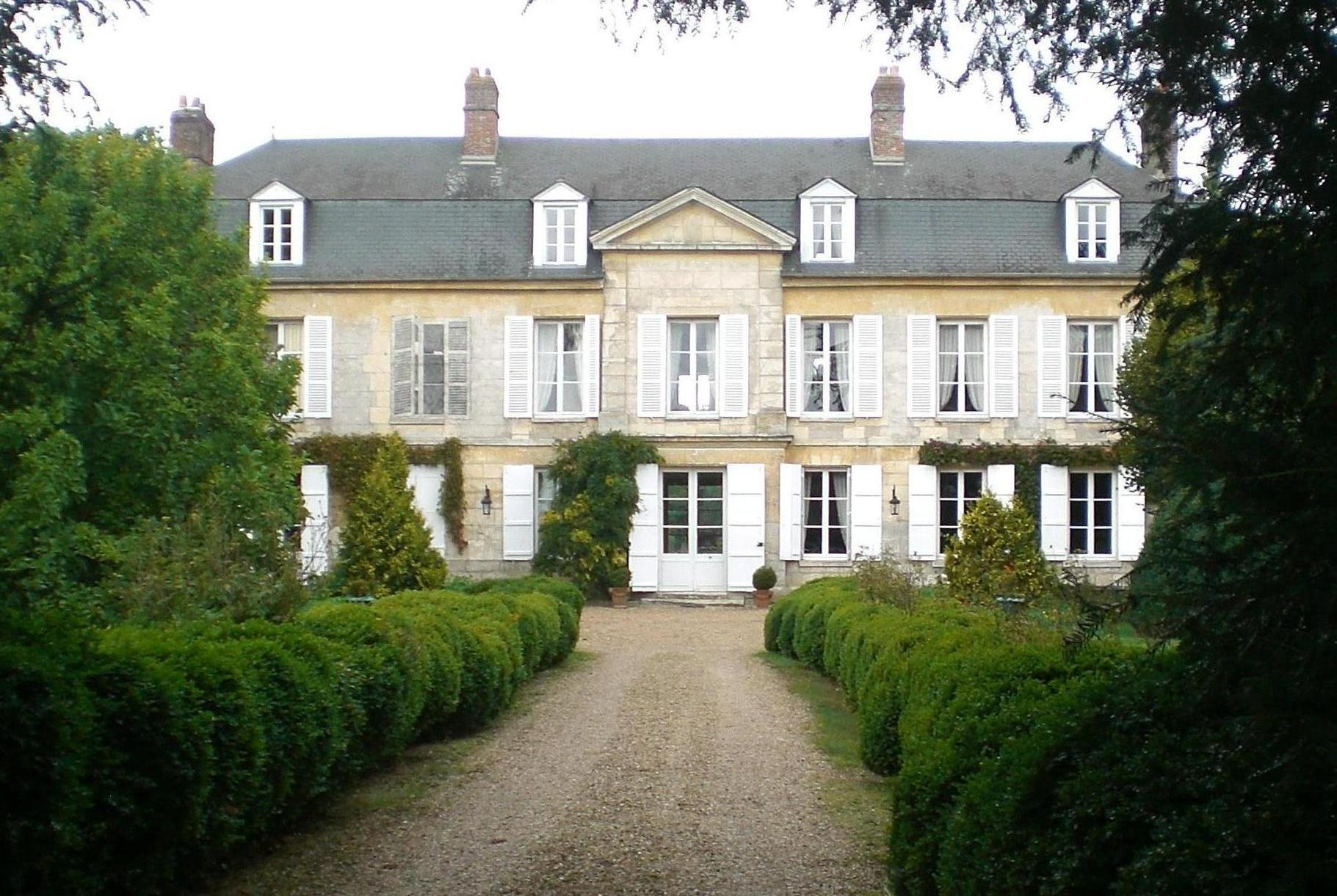
Шато Ансервиль